# Liversidgeïta
La liversidgeïta és un mineral de la classe dels fosfats. Va rebre el nom l'any 2010 per Peter Elliott, Gerald Giester, Eugen Libowitzky i Uwe Kolitsch en honor a Archibald Liversidge (17 de novembre de 1847, Chiswick, Anglaterra - 26 de setembre de 1927, Londres, Anglaterra), professor de geologia i mineralogia, i més tard professor de mineralogia i química a la Universitat de Sidney.

## Característiques
La liversidgeïta és un fosfat de fórmula química Zn₆(PO₄)₄·7H₂O. Va ser aprovada com a espècie vàlida per l'Associació Mineralògica Internacional l'any 2008. Cristal·litza en el sistema triclínic. La seva duresa a l'escala de Mohs es troba entre 3 i 3,5.
Segons la classificació de Nickel-Strunz, la liversidgeïta hauria de pertànyer a «08.CD: Fosfats sense anions addicionals, amb H₂O, només amb cations de mida mitjana, amb proporció RO₄:H₂O = 1:2» juntament amb els següents minerals: kolbeckita, metavariscita, fosfosiderita, mansfieldita, escorodita, strengita, variscita, yanomamita, parascorodita, ludlamita, sterlinghil·lita i rollandita.

## Formació i jaciments
Va ser descoberta a Broken Hill, al districte homònim del comtat de Yancowinna (Nova Gal·les del Sud, Austràlia). Aquest indret és l'únic a tot el planeta on ha estat descrita aquesta espècie mineral.